# Nonnenroth
Nonnenroth is een plaats in de Duitse gemeente Hungen, deelstaat Hessen, en telt 764 inwoners (2007).